# Jairo Suárez
Jairo Suárez (Bogotá, Colombia; 24 de marzo de 1985) es un exfutbolista colombiano. Jugaba como defensa y se retiró en el Chennaiyin de la India.

## Trayectoria

### Santa Fe
Jairo la peluca Suárez salió de las divisiones inferiores de Santa Fe, club del cual es hincha y donde debutó como jugador profesional en el año 2001. Jairo se consolidó en la nómina titular del equipo albirrojo con el pasar de los años, y poco a poco se fue convirtiendo en referente e ídolo de la hinchada santafereña gracias a sus destacadas actuaciones vistiendo la camiseta del equipo cardenal. Tras varias decepciones con Santa Fe, Jairito logró ganar un título con el equipo de sus amores, ganó la Copa Colombia del 2009, siendo importante para conseguir el título. Tras varios años en Independiente Santa Fe, pasa a jugar al América de Cali.

### América de Cali
Para el 2010, Suárez llega al América de Cali, donde tuvo buenas actuaciones y fue durante casi todo el año titular; lo que le ayudó a conseguir nuevamente el nivel para regresar a  Independiente Santa Fe.

### Santa Fe
Tras un año a préstamo en América de Cali, "Jairito" volvió a Bogotá, para jugar el primer semestre en Independiente Santa Fe. Con Santa Fe tiene partidos buenos, sin embargo decide dejar el club de sus amores para buscar más minutos y más regularidad. 

### La Equidad
En el segundo semestre del 2011, Suárez seguiría jugando en la capital de Colombia, solo que estaría vistiendo la camiseta de La Equidad, donde jugaría poco y no le darían muchas oportunidades. 

### Cúcuta Deportivo
En el 2012, Jairo fue a probar suerte a Cúcuta, donde jugaría en el Cúcuta Deportivo. Con el conjunto motilón jugó todo el primer semestre del año, alternando la titularidad con la suplencia cumpliendo buenas actuaciones. 

### Fortaleza
Jairo volvió nuevamente a jugar a su ciudad natal, para jugar en Fortaleza F. C., allí jugó once partidos y anotó un gol. 

### Santa Fe
Para el primer semestre del año 2013, Jairito volvió al equipo de sus amores y en donde debutó como profesional. Tuvo buenos partidos como en el Clásico bogotano, y el partido contra el Cúcuta Deportivo, donde anotó el gol de la victoria del cardenal. Sin embargo, no pudo mantenerse en la titularidad del equipo cardenal; y se terminó yendo a jugar al Atlético Bucaramanga.

### Atlético Bucaramanga
En el equipo leopardo no tuvo minutos, por lo que se fue a jugar al fútbol de la India.

### Chennaiyin
En 2014, Suárez llegó a la India, donde fue dirigido por Marco Materazzi, y jugó buenos partidos. A finales del 2014, anunció su retiro como futbolista profesional.

## Vida personal
Se encuentra casado con Tatiana González, a quien conoció como porrista de Independiente Santa Fe, hija del periodista deportivo Gonzalo 'Chalo' González.

## Selección Colombia
Ha sido internacional con la Selección de fútbol de Colombia con Selección Colombia sub-17, Selección Colombia Sub-20 (Esperanzas de Toulon 2004 y 2006) y con la de mayores una vez.

### Participaciones en Copas del Mundo
| Mundial                               | Sede         | Resultado        |
| ------------------------------------- | ------------ | ---------------- |
| Copa Mundial de Fútbol Sub-20 de 2005 | Países Bajos | Octavos de final |

## Clubes
| Club                 | País                | Año                 | Partidos | Goles |
| -------------------- | ------------------- | ------------------- | -------- | ----- |
| Santa Fe             | Colombia            | 2001 - 2009         | 147      | 2     |
| América de Cali      | Colombia            | 2010                | 23       | 0     |
| Santa Fe             | Colombia            | 2011                | 13       | 0     |
| La Equidad           | Colombia            | 2011                | 8        | 1     |
| Cúcuta Deportivo     | Colombia            | 2012                | 19       | 0     |
| Fortaleza            | Colombia            | 2012                | 11       | 1     |
| Santa Fe             | Colombia            | 2013                | 16       | 2     |
| Atlético Bucaramanga | Colombia            | 2014                | 0        | 0     |
| Chennaiyin           | India               | 2014                | 7        | 0     |
| Total en su carrera  | Total en su carrera | Total en su carrera | 244      | 6     |

## Palmarés

### Campeonatos nacionales
| Título                | Club     | País     | Año  |
| --------------------- | -------- | -------- | ---- |
| Copa Colombia         | Santa Fe | Colombia | 2009 |
| Superliga de Colombia | Santa Fe | Colombia | 2013 |